# Svetlana Petcherskaia
Pour les articles homonymes, voir Davidova.
Svetlana Vladimirovna Petcherskaïa (russe : Светлана Владимировна Печёрская), née Davidova le 14 novembre 1968 à Sverdlovsk, est une biathlète soviétique, puis russe.
Elle est notamment vice-championne de l'individuel en 1992, championne du monde de l'individuel en 1990, ainsi que de relais et dans la course par équipes à trois reprises et vainqueur de la Coupe du monde en 1991.

## Biographie
Svetlana Vladimirovna signe son premier podium en Coupe du monde du temps de l'URSS en gagnant le sprint de Ruhpolding. Dans la foulée, aux Championnats du monde 1989, elle gagne la médaille d'or en relais et par équipes ainsi que la médaille de bronze sur l'individuel. En 1990, elle figure sur le podium sur toutes les épreuves des mondiaux, conservant ses titres en relais et par équipes, devenant championne de l'individuel et remportant la médaille d'argent sur le sprint. En 1991, elle est vice-championne du monde de sprint et championne du monde de relais et de course par équipes, avant de remporter le classement général de la Coupe du monde.
Aux Jeux olympiques d'hiver de 1992, elle concourt pour l'Équipe unifiée, sous son nouveau nom, Petcherskaïa, remportant la médaille d'argent de l'individuel derrière l'Allemande Antje Misersky. Elle remporte en 1992 sa cinquième et dernière victoire en Coupe du monde à Antholz.
Elle poursuit sa carrière internationale en équipe de Russie jusqu'en 1996 et prend sa retraite sportive.

## Palmarès

### Jeux olympiques d'hiver
| Nat.                        | Épreuve / Édition   | Individuel                         | Sprint | Relais |
| --------------------------- | ------------------- | ---------------------------------- | ------ | ------ |
| Équipe unifiée de l’ex-URSS | JO 1992 Albertville | Médaille d'argent, Jeux olympiques | 13e    | -      |

Légende :
- — : pas de participation à l'épreuve.

### Championnats du monde
| Nat.                        | Mondiaux \ Épreuve      | individuel                    | Sprint                        | Relais                        | Course par équipes       |
| Union soviétique            | 1989 Feistritz          | Médaille de bronze, monde     | 4e                            | Médaille d'or, monde          | Médaille d'or, monde     |
| Union soviétique            | 1990 Minsk / Oslo       | Médaille d'or, monde          | Médaille d'argent, monde      | Médaille d'or, monde          | Médaille d'or, monde     |
| Union soviétique            | 1991 Lahti              | 6e                            | Médaille d'argent, monde      | Médaille d'or, monde          | Médaille d'or, monde     |
| Équipe unifiée de l’ex-URSS | 1992 Novossibirsk       | Jeux olympiques d'Albertville | Jeux olympiques d'Albertville | Jeux olympiques d'Albertville | Médaille d'argent, monde |
| Russie                      | 1995 Antholz-Anterselva | 14e                           | -                             | 6e                            | 10e                      |

Légende :

 : première place, médaille d'or

 : deuxième place, médaille d'argent

 : troisième place, médaille de bronze

— : pas de participation à cette épreuve

### Coupe du monde
- Vainqueur du classement général en 1991.
- 19 podiums individuels : 5 victoires, 9 deuxièmes places et 5 troisièmes places[1].

#### Détail des victoires individuelles
| Saison \ Épreuve | Individuel                    | Sprint     | Total |
| 1988-1989        |                               | Ruhpolding | 1     |
| 1989-1990        | Minsk (Championnats du monde) |            | 1     |
| 1990-1991        | Antholz                       | Canmore    | 2     |
| 1991-1992        |                               | Antholz    | 1     |
| Total            | 2                             | 3          | 5     |

#### Classements annuels
| Année | Classement général final |
| 1989  | 3e                       |
| 1990  | 5e                       |
| 1991  | 1re                      |
| 1992  | 7e                       |
| 1995  | 55e                      |